# Megachile platystoma
Megachile platystoma är en biart som beskrevs av Pasteels 1965. Megachile platystoma ingår i släktet tapetserarbin, och familjen buksamlarbin. Inga underarter finns listade i Catalogue of Life.